# Galápagoshärmtrast
Galápagoshärmtrast (Mimus parvulus) är en fågel i familjen härmtrastar inom ordningen tättingar.

## Utseende
Galápagoshärmtrasten är en rätt stor härmtrast i grått och vitt, med lång stjärt, nedåtböjd näbb och svart ögonmask. Den liknar andra härmtrastarter i Galápagosöarna, men adulta fåglar har unikt ren och ofta otecknad undersida. Ungfågeln har dock pilspetsformade teckningar på bröst och kroppssidor.

## Utbredning och systematik
Galápagoshärmtrast förekommer på Galápagosöarna och delas upp i sex underarter med följande utbredning:
- Mimus parvulus parvulus – huvudöarna förutom längst i öster
- Mimus parvulus barringtoni – Santa Fé
- Mimus parvulus personatus – Pinta, Marchena, Santiago och Rábida
- Mimus parvulus wenmani – Wolf
- Mimus parvulus hulli – Darwin
- Mimus parvulus bauri – Genovesa

### Släktestillhörighet
Härmtrastarna på Galápagosöarna placerades tidigare i det egna släktet Nesomimus men DNA-studier visar att de är inbäddade i Mimus och förs numera allmänt dit.

## Status
Arten har ett stort utbredningsområde och beståndet anses stabilt. Internationella naturvårdsunionen IUCN listar den därför som livskraftig (LC).